# 2M0126AB

Порівняння орбітального рознесення та загальної маси 2M0126AB з іншими рознесеними низько-масовими зірками

2M0126AB — найлегша та найрознесеніша з відомих подвійна зірка, відкрита в 2007 р. Спектральний клас — М.
2M0126AB — це два червоні карлики з масою біля восьми відсотків від сонячної, що розділені відстанню приблизно 5100 а.о. або 750 мільярдів кілометрів (у п'ять тисяч разів більше відстані від Землі до Сонця). Така відстань незвичайна велика (більш ніж в 2 рази більша, ніж будь-яка відома до цього відстань у низька-масових системам, бо, зазвичай, відстань близько 700 мільярдів кілометрів спостерігалося між зірками із сумарною масою близької до маси Сонця) — подібні системи науковцям не були відомі.
Відстань до Землі — близько 63 пс або трьохсот світлових років (первісне спостереження давало двісті, але його згодом уточнили).
Зіставлення спектрів системи 2M0126AB зі спектрами червоних карликів у Плеядах (для яких вік уже відомий) дозволило оцінити вік 2M0126AB у мінімум у двісті мільйонів років. Ця оцінка, у свою чергу, дозволила зробити ще один цікавий висновок: два червоних карлики не є частиною їхнього навколишнього скупчення зірок Годинника/Тукана (напрямок на нього попадає між цими двома південними сузір'ями), вік якого становить не більше тридцяти мільйонів років. Це скупчення, до якого спочатку була віднесена система 2M0126AB, виявилося занадто молодим. А для галактичного диска, з його середнім віком у два мільярди років, система, навпроти, занадто молода. Іншими словами, вона сформувалася самостійно та зуміла проіснувати на порядок довше за сусідів без руйнування порівняно слабкого (у силу аномально великої відстані) зв'язку.
Можливість формування подібних подвійних систем необхідно враховувати при моделюванні динаміки зоряних скупчень, бо настільки слабко пов'язані рознесені подвійні системи виявилися настільки стійкими.